# Test Drive (videojuego de 2002)
Test Drive (TD Overdrive: The Brotherhood of Speed en Europa) es un videojuego de carreras desarrollado por Pitbull Syndicate y publicado por Infogrames para PlayStation 2, Xbox y Microsoft Windows.

## Jugabilidad
Al igual que en sus encarnaciones anteriores, Test Drive se centró en las carreras ilegales en las calles, evitando el tráfico y evadiendo a la policía. También contó con lugares de la vida real para sus pistas: San Francisco, Tokio, Londres y Monte Carlo. Una versión completamente jugable de Pong también se incluyó en las pantallas de carga.
Sin embargo, esta fue la primera entrada en la franquicia en presentar un modo historia además del modo arcade. Los jugadores tomaron el control de un personaje conocido como Dennis Black, un corredor callejero de San Francisco. Razas negras en un exclusivo club de carreras callejeras en nombre de un compañero de carreras llamado Donald Clark, quien se lesionó durante una carrera. A medida que las victorias de Black comienzan a aumentar, escucha rumores de otros pilotos de que Clark simplemente lo está utilizando para vencer a uno de los corredores más despiadados del club y ganar su preciado Dodge Viper. Después de que Black gane contra dicho piloto, los rumores se han demostrado como Clark muestra sus verdaderos colores. Black luego desafía a Clark por todo lo que Black ha ganado a lo largo de su carrera, incluido el Viper. Al final, Black gana y Clark se rinde a la Viper. Sin embargo, más tarde se revela que Clark intenta que el Viper sea robada de Black, pero esto no se resuelve.

## Recepción
| Críticas Publicación Calificación PS2 Xbox PC AllGame [ 1 ] [ 2 ] N/A Electronic Gaming Monthly 6.5/10 [ 3 ] 8/10 [ 4 ] N/A Game Informer 8.5/10 [ 5 ] 8.5/10 [ 6 ] N/A GamePro [ 7 ] [ 8 ] N/A Game Revolution C [ 9 ] C [ 10 ] N/A GameSpot 6.9/10 [ 11 ] 6.9/10 [ 12 ] 6.7/10 [ 13 ] GameSpy 83% [ 14 ] 72% [ 15 ] N/A GameZone 7/10 [ 16 ] 8.3/10 [ 17 ] N/A IGN 7.7/10 [ 18 ] 7.3/10 [ 19 ] N/A Official PlayStation Magazine (EEUU) [ 20 ] N/A N/A Official Xbox Magazine N/A 7.2/10 [ 21 ] N/A PC Gamer EEUU N/A N/A 55% [ 22 ] Maxim 8/10 [ 23 ] N/A N/A Puntuaciones de reseñas Metacritic 73/100 [ 24 ] 71/100 [ 25 ] 61/100 [ 26 ] |              |              |              |
| Críticas |              |              |              |
| Publicación | Calificación | Calificación | Calificación |
| Publicación | PS2          | Xbox         | PC           |
| AllGame | [ 1 ]        | [ 2 ]        | N/A          |
| Electronic Gaming Monthly | 6.5/10       | 8/10         | N/A          |
| Game Informer | 8.5/10       | 8.5/10       | N/A          |
| GamePro | [ 7 ]        | [ 8 ]        | N/A          |
| Game Revolution | C            | C            | N/A          |
| GameSpot | 6.9/10       | 6.9/10       | 6.7/10       |
| GameSpy | 83%          | 72%          | N/A          |
| GameZone | 7/10         | 8.3/10       | N/A          |
| IGN | 7.7/10       | 7.3/10       | N/A          |
| Official PlayStation Magazine (EEUU) | [ 20 ]       | N/A          | N/A          |
| Official Xbox Magazine | N/A          | 7.2/10       | N/A          |
| PC Gamer EEUU | N/A          | N/A          | 55%          |
| Maxim | 8/10         | N/A          | N/A          |
| Puntuaciones de reseñas |              |              |              |
| Metacritic | 73/100       | 71/100       | 61/100       |

Test Drive recibió "revisiones mixtas o promedio" en todas las plataformas de acuerdo con el agregador de revisión del sitio web Metacritic.